# ZDF-히트파라데
ZDF-히트파라데(ZDF-Hitparade) 또는 줄여서 히트파라데(Hitparade)는 독일 TV 채널 ZDF의 가장 인기 있고 잘 알려진 음악 텔레비전 시리즈 중 하나로 주로 독일 슐라거를 선보였다. 1969년부터 1984년까지 진행자는 디터 토마스 헤크였다. 마지막 쇼는 2000년 12월 16일에 방영되었다.